# Розенау, Мильтон Иосиф
Мильтон Иосиф Розенау — американский бактериолог, директор гигиенической лаборатории морского госпиталя в Вашингтоне (теперь — Национальные институты здоровья США, 1890—1909). Из его работ, преимущественно по патологии и бактериологии, следует указать: «Formalin Disinfection of Baggage Without Apparatus» (Вашингтон, 1900), «Vitability of the Bacillus Pestis» (ib., 1901), «Course in Pathology and Bacteriology» (ib., 1902), «Disinfections and Disinfectants» (Филадельфия, 1903), «Experimental Studies in Yellow Fever and Malaria» (Вашингтон, 1904), «The Milk Question» (1912), «Preventive Medicine and Hygiene» (1913).